# Opsodoras stuebelii
Opsodoras stuebelii és una espècie de peix d'aigua dolça de la família dels doràdids i de l'ordre dels siluriformes.
Poden assolir 11 cm de longitud total. És un peix d'aigua dolça i de clima tropical (22 °C-25 °C) que es troba a Sud-amèrica: conca del riu Amazones.